# Roycroft (Kunst)

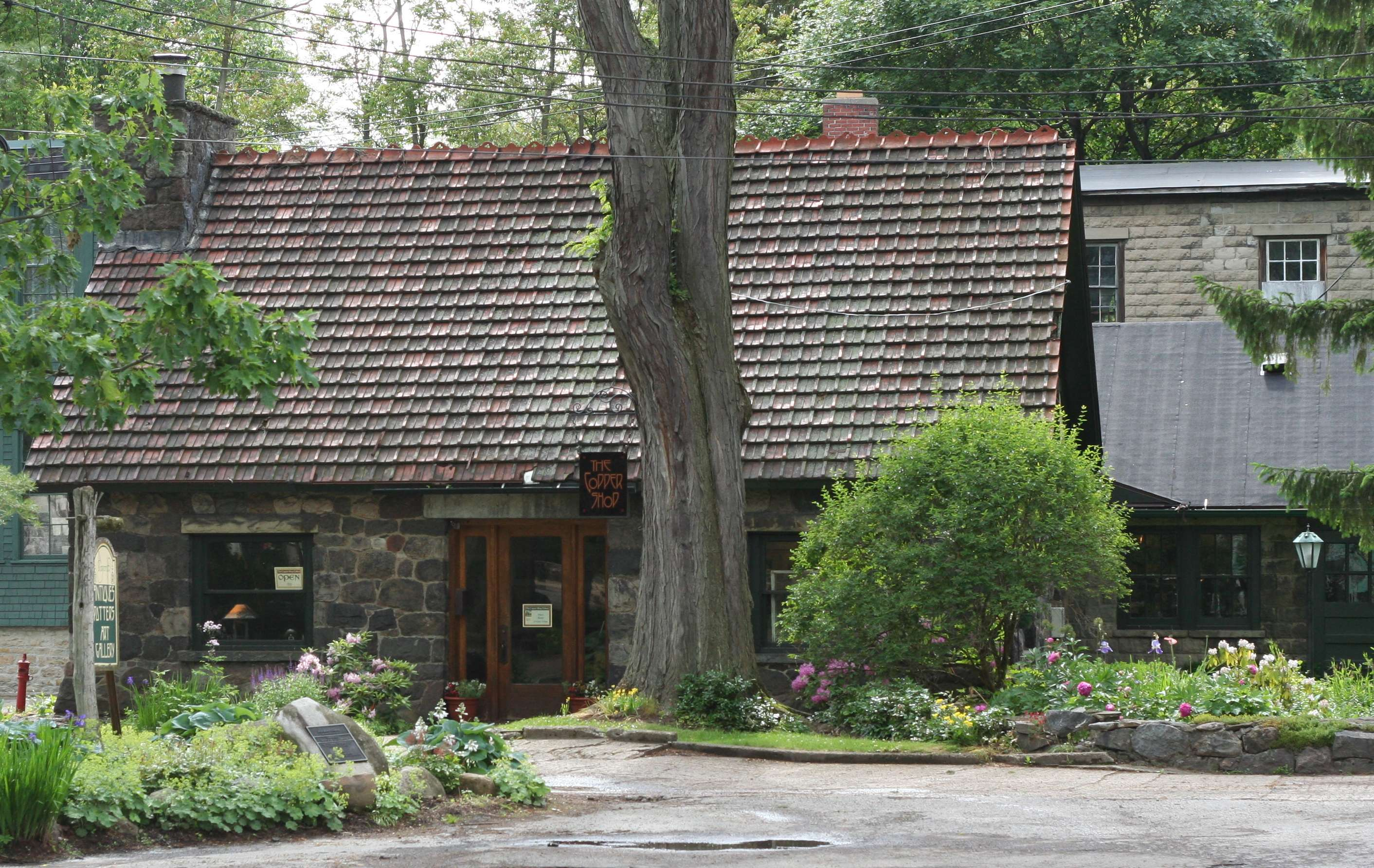
Ladenlokal auf dem Roycroft Campus

Roycroft war eine Vereinigung von Kunsthandwerkern, Schriftstellern und Philosophen im US-Bundesstaat New York und ein amerikanischer Ableger des im späten 19. und frühen 20. Jahrhundert populären Arts and Crafts Movements, einer aus England stammenden Bewegung in Kunst und Produktdesign. Sie existierte von den 1890er Jahren bis in die 1930er. Ihr Hauptsitz war die Gemeinde East Aurora, eine Kleinstadt in der Nähe von Buffalo (New York). Ihre Mitglieder waren als „Roycrofter“ bekannt.

## Geschichte
Gegründet wurde das Roycroft-Movement, wie es sich selbst nannte, 1895 in East Aurora von Elbert Hubbard, einem amerikanischen Schriftsteller, Satiriker, Essayisten und Philosophen, der sich für Kunst und Literatur interessierte. Hubbard war Journalist und Herausgeber mehrerer Zeitschriften wie The Fra und The Philistine, die beide zum Sprachrohr von Roycroft wurden. Die Philosophie und Arbeitsweise der Roycroft-Mitglieder hatten großen Einfluss auf Design, Inneneinrichtung und Architektur im Amerika um die Jahrhundertwende. Eine weitere Hauptfigur war Hubbards zweite Ehefrau, die Frauenrechtsaktivistin und Schriftstellerin Alice Moore Hubbard.
Den Namen „Roycroft“ erhielt die Bewegung von Samuel und Thomas Roycroft, zwei englischen Buchbindern aus dem späten 17. Jahrhundert. Zudem hatte das Wort die ursprüngliche Bedeutung „Kunsthandwerk für den König“, was Hubbard gefiel. Königliche Kunsthandwerker wurden im Mittelalter Mitglieder besonderer Zünfte genannt, die besondere handwerkliche Fähigkeiten hatten und daher für den König oder sonstigen Adel arbeiten durften. Ihr Symbol entlieh sich Roycroft von dem Mönch Cassidorius, einem Buchbinder aus dem 13. Jahrhundert.
Elbert Hubbard wurde durch einen Englandbesuch von den Ideen von William Morris beeinflusst, einem englischen Maler, Architekten und Dichter, der ein Begründer des Arts and Crafts Movements war. Nachdem er keinen Verleger für sein Buch Little Journeys gefunden hatte, gründete er eine eigene Privatpresse, die „Roycroft Press“, nach dem Vorbild von William Morris’ Kelmscott Press. Hubbards Wirken und Ideen zogen viele Kunsthandwerker und Künstler nach East Aurora, aus denen schließlich Roycroft wurde. Es handelte sich zum größten Teil um Handwerker wie Drucker, Möbelmacher, Schmiede und Buchbinder aber auch Architekten, Schriftsteller, Dichter und Maler. Der englische Schriftsteller John Ruskin sagte über Roycroft: „Der Glaube an das Arbeiten mit dem Kopf, der Hand und dem Herzen und Spaß bei der Arbeit machen aus jeder Aufgabe ein Vergnügen und tragen zu Gesundheit und Glück bei“.
1900 belief sich die Zahl Mitglieder von Roycroft auf fast 500. Die Gemeinschaft hatte sich auf dem Gelände Roycroft Campus in East Aurora angesiedelt, die am Ende aus vierzehn Gebäuden bestand. Die von Hubbard gegründete Privatpresse Roycroft Press sorgte für die Verbreitung der schriftstellerischen und journalistischen Werke der Roycrofter. Über den Roycroft Shop wurden ihre handwerklichen und künstlerischen Produkte wie Möbel, Geschirr oder Gemälde vertrieben.

## Bekannte Mitglieder
Zu den Anhängern von Roycroft zählten bekannte Persönlichkeiten aus Kunst und Handwerk, u. a.:
- Karl Kipp (Metallurgie)
- Dard Hunter (Design)
- Alexis Jean Fournier
- Sandor Landeau (Malererei)
- Frederick Kranz (Leder)
- William Wallace Denslow (Erfinder des Roycroft-Emblems und späterer Illustrator von Der Zauberer von Oz)
- Jerome Connor (Skulpturen)
- Carl Ahrens (Töpferei und Malerei)
- Jules Gaspard (Radierungen)

## Das Ende von Roycroft
1915 kamen Elbert und Alice Hubbard beim Untergang des britischen Passagierdampfers Lusitania ums Leben. Die Leitung von Roycroft übernahm daraufhin Elbert G. Hubbard II, Hubbards Sohn aus erster Ehe. Die Gemeinschaft verlor jedoch in den folgenden Jahren an Bewegung und Bedeutung und existierte aktiv noch bis zur Großen Depression. Der Roycroft Shop wurde 1938 geschlossen. Später wurde die Roycroft Campus Corporation gegründet, eine Gesellschaft zur Erhaltung und Pflege des historischen und künstlerischen Erbes von Roycroft. Dazu beigetragen hat Miriam Hubbard Roelofs, die einzige Tochter von Elbert und Alice Hubbard. Die Gesellschaft existiert bis heute.
Der Roycroft Campus wurde im November 1974 als Historic District in das National Register of Historic Places eingetragen. Im Februar 1986 erhielt das Gebäudeensemble den Status eines National Historic Landmarks.